# Aladin (film, 1917)
Pour les articles homonymes, voir Aladin.

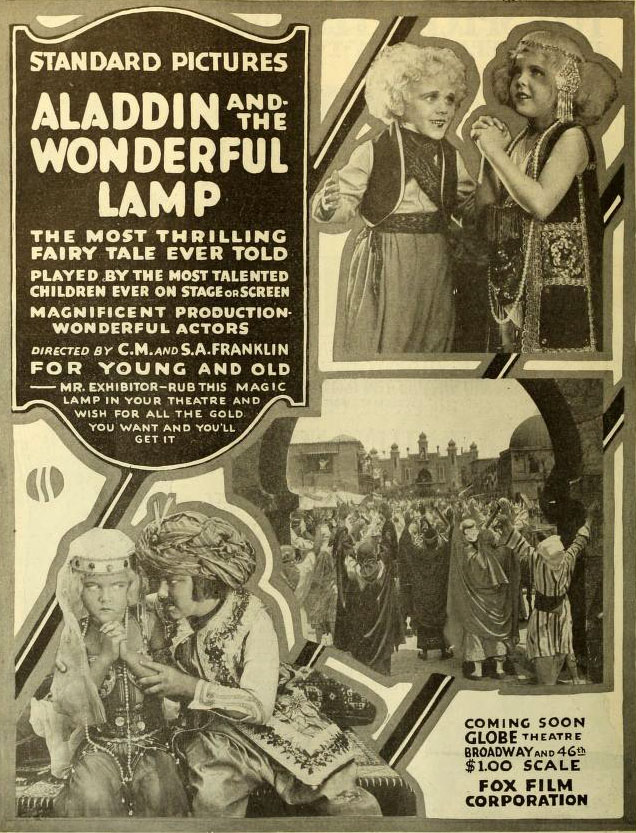
Annonce pour le film dans Moving Picture World.

Aladin (Aladin and the Wonderful Lamp) est un film américain réalisé par Chester M. Franklin et Sydney Franklin, sorti en 1917.
Il est librement inspiré du conte oriental Aladin ou la Lampe merveilleuse.

## Fiche technique
- Titre original : Aladin and the Wonderful Lamp
- Réalisateurs : Chester M. Franklin et Sidney Franklin
- Scénario : Bernard McConville
- Producteur : William Fox
- Photographie : Harry Gerstad
- Distributeur : Fox Film Corporation
- Durée : 80 minutes (8 bobines)
- Date de sortie  11 octobre 1917

## Distribution
- Francis Carpenter : Aladdin
- F. A. Turner : Mustapha, un tailleur
- Virginia Lee Corbin : la Princesse Badr al-Budur
- Alfred Paget : le Sultan
- Violet Radcliffe : al Talib
- Buddy Messinger : Omar, esclave du magicien
- Lewis Sargent : Ali, le chamelier
- Gertrude Messinger : Yasmini, Sœur d'Ali
- Marie Messinger : Danseuse
- Carmen De Rue : Danseuse
- Raymond Lee : garçon dans la rue
- Lloyd Perl : garçon dans la rue
- Joe Singleton : Muezzin
- Elmo Lincoln : le Genie
- Teddy Billings : Sullivan

## Statut du film
Une copie du film est conservée à la George Eastman House, à la Cinemateca Do Museu De Arte Moderna et à la Bibliothèque du Congrès.